# El exilio y el reino
El exilio y el reino (L'Exil et le royaume), 1957, es una colección de seis cuentos escritos por el autor  francés Albert Camus. El hilo conductor sigue un mismo propósito ético y estético, la fraternidad humana, el sentido de la existencia, y la añoranza de un universo moral que nos proteja del destructivismo ético y social.

## Filosofía
Los personajes de los relatos viven diversos tipos de exilio, desde el extrañamiento físico y social («El renegado o un espíritu confuso», «El huésped», «La piedra que crece») hasta ese
exilio personal o interior que evidencia mejor lo absurdo de la condición humana.
Estas obras de ficción cubren toda la variedad desde el existencialismo, o absurdismo, como Camus mismo insistió se llamara a sus ideas filosóficas. La manifestación más clara de los ideales de Camus se pueden encontrar en el cuento "La Pierre qui pousse". Esta historia protagonizada por D'Arrast, que puede ser visto como un héroe positivo en oposición a Meursault en El extranjero. Él activamente forma su vida y se sacrifica a sí mismo con el fin de ayudar a un amigo, en lugar de permanecer pasivo. La calidad moral de sus acciones se intensifica por el hecho de que D'Arrast posee profundo conocimiento de lo absurdo del mundo, pero, no obstante, actúa moralmente (no muy diferente del personaje principal en "La peste").

## Partes
Las seis obras recogidas en este volumen son: 
- La mujer adúltera" ( "La Femme adultère")
- "El renegado o espíritu confundido" ( "Le Renégat ou un esprit confus")
- "El hombre silencioso" ( "Les Muets")
- "El invitado" ( "L'Hôte")
- "Jonas o el artista en el trabajo" ( "Jonas ou l'artiste au travail")
- "La piedra que crece" ( "La Pierre qui pousse")